# EN 60310
Die Europäische Norm EN 60310 befasst sich mit Leistungstransformatoren von Traktionsanwendungen und Hilfsbetrieben, sowie Drosseln, die für Fahr- und Hilfsstromkreise von Schienenfahrzeugen vorgesehen sind. Sie findet sowohl Anwendung für Trockentransformatoren, als auch für ölgefüllte Transformatoren und kann auch bei Drehstrom-gespeisten Fahrzeugen angewendet werden, wenn dies zwischen Kunde und Hersteller vereinbart wird.